# Chimarra conica
Chimarra conica är en nattsländeart som beskrevs av Oliver S. Flint Jr. 1983. Chimarra conica ingår i släktet Chimarra och familjen stengömmenattsländor. Inga underarter finns listade i Catalogue of Life.